# HBS Craeyenhout
Maillots
HBS Craeyenhout est un club de football néerlandais fondé en 1893 et situé à La Haye.
Il est l'un des plus grands clubs amateurs du pays.

## Histoire
Le HBS a passé 58 saisons entre 1896 et 1954 au plus haut niveau du championnat des Pays-Bas. Il remporte le titre trois fois, en 1904, 1906 et 1925.
Le club choisit de ne pas passer professionnel à l'adoption de ce statut aux Pays-Bas en 1954 et évolue depuis dans les championnats amateurs.

## Palmarès
| Compétitions nationales                                        |
| -------------------------------------------------------------- |
| - Championnat des Pays-Bas (3) - Champion : 1904, 1906 et 1925 |

## Autres sections
Le club est club omnisports et il existe une section dédiée au cricket et au hockey sur gazon. Le club organise aussi des événéments de billard, de boulingrin, de bridge et de golf.